# Couvonges
Couvonges est une commune française située dans le département de la Meuse, en région Grand Est.

## Géographie
Le territoire de la commune est limitrophe de 4 communes.
|            | Vassincourt      | Val-d'Ornain |
| Mognéville | Couvonges        |              |
|            | Beurey-sur-Saulx |              |

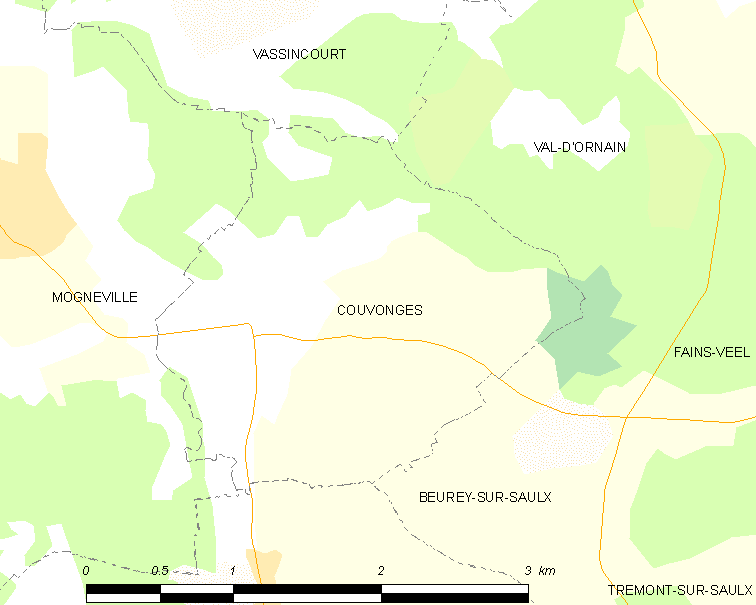
Carte de la commune.
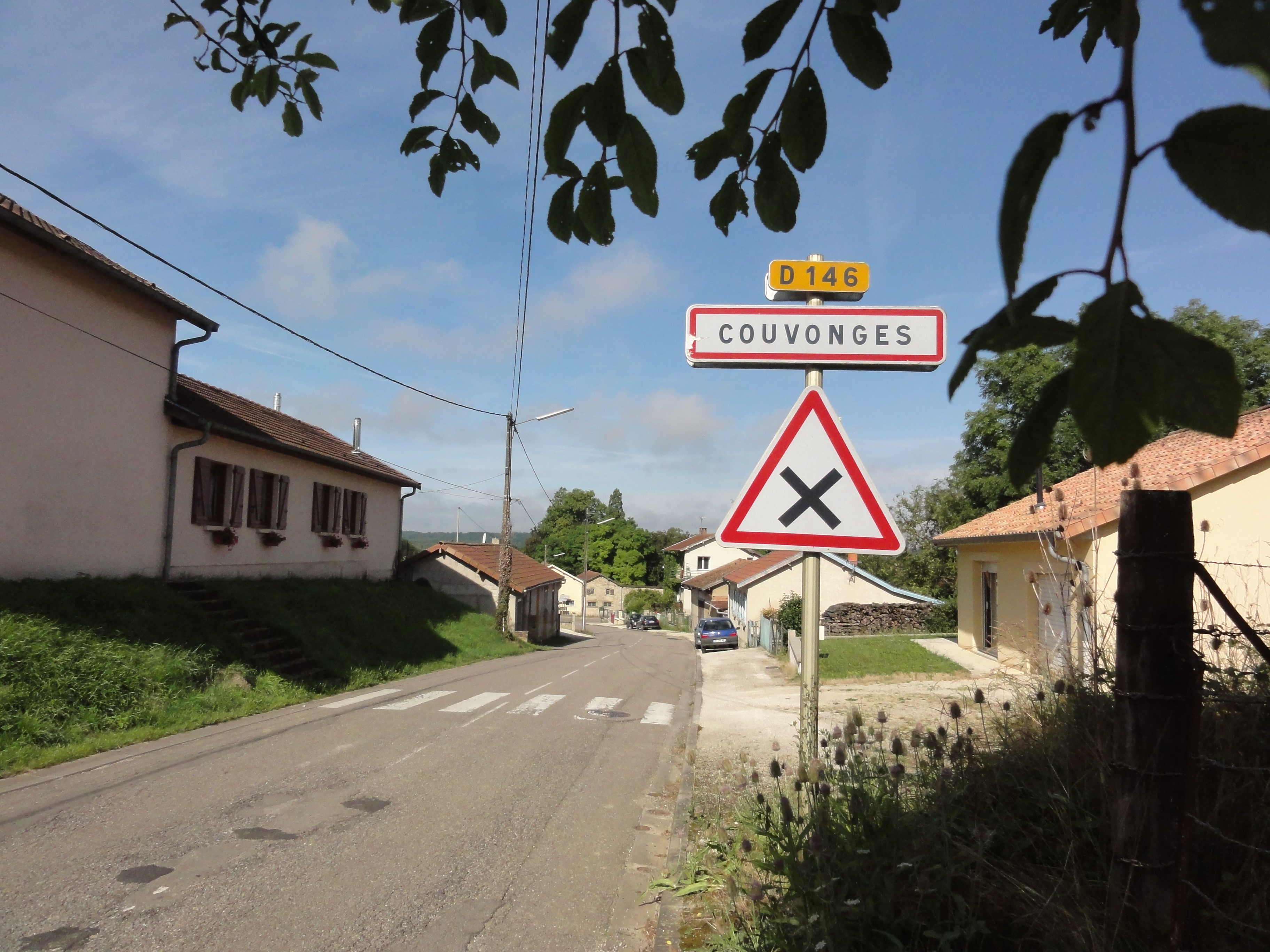
Entrée de Couvonges.

### Hydrographie
La commune est dans la région hydrographique « la Seine de sa source au confluent de l'Oise (exclu) » au sein du bassin Seine-Normandie. Elle est drainée par la Saulx,.
La Saulx, d'une longueur de 115 km, prend sa source dans la commune de Germay et se jette  dans la Marne à Vitry-le-François, après avoir traversé 39 communes. Les caractéristiques hydrologiques de la Saulx sont données par la station hydrologique située sur la commune de Mognéville. Le débit moyen mensuel est de 7,81 m3/s. Le débit moyen journalier maximum est de 65 m3/s, atteint lors de la crue du 16 février 1990. Le débit instantané maximal est quant à lui de 68,5 m3/s, atteint le même jour.

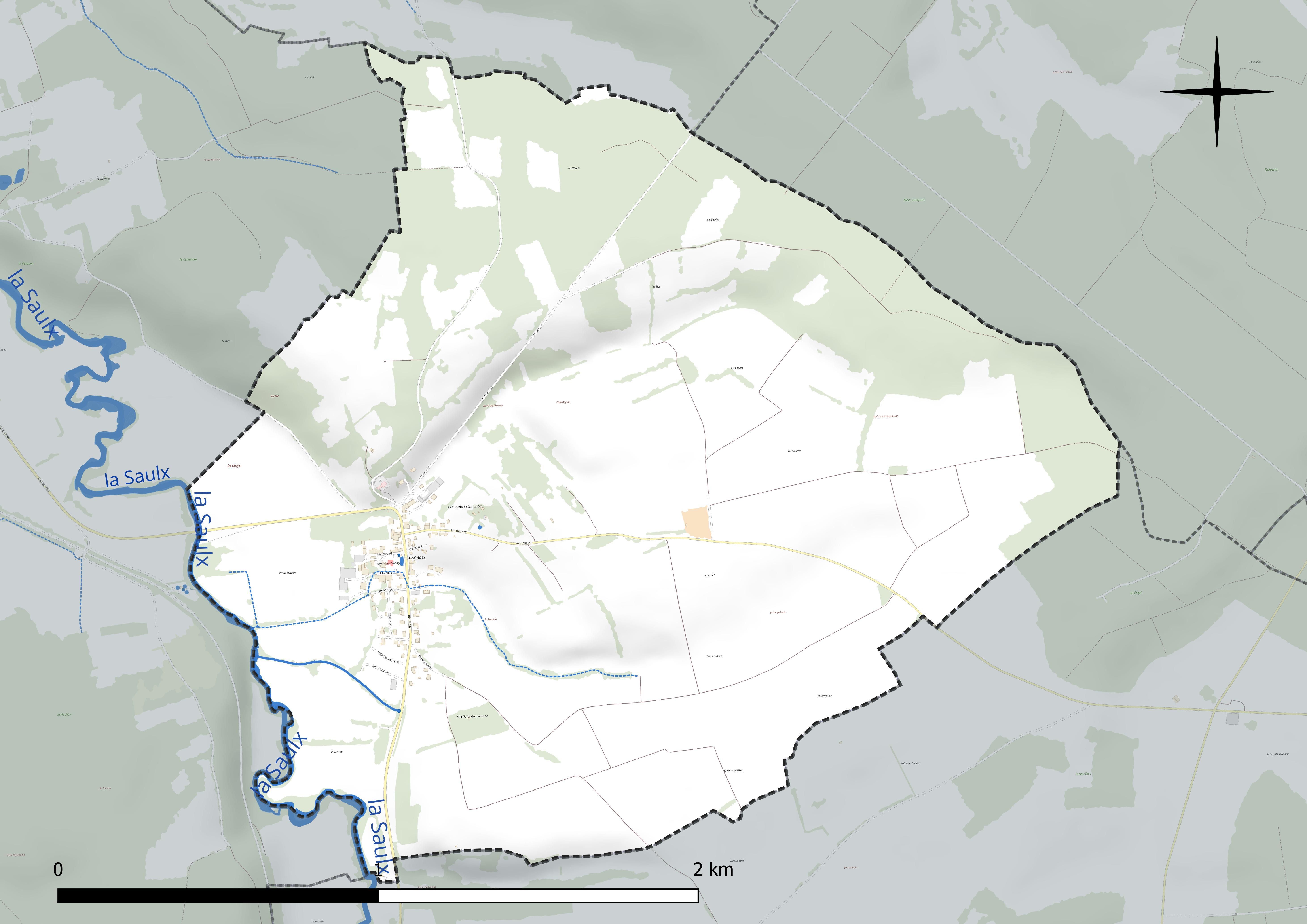
Réseau hydrographique de Couvonges.

### Climat
Pour des articles plus généraux, voir Climat du Grand Est et Climat de la Meuse.
En 2010, le climat de la commune est de type climat de montagne, selon une étude du Centre national de la recherche scientifique s'appuyant sur une série de données couvrant la période 1971-2000. En 2020, Météo-France publie une typologie des climats de la France métropolitaine dans laquelle la commune est exposée à un climat océanique altéré et est dans la région climatique  Lorraine, plateau de Langres, Morvan, caractérisée par un hiver rude (1,5 °C), des vents modérés et des brouillards fréquents en automne et hiver.
Pour la période 1971-2000, la température annuelle moyenne est de 10,1 °C, avec une amplitude thermique annuelle de 16 °C. Le cumul annuel moyen de précipitations est de 958 mm, avec 13,7 jours de précipitations en janvier et 9,3 jours en juillet. Pour la période 1991-2020, la température moyenne annuelle observée sur la station météorologique de Météo-France la plus proche, « Vassincourt », sur la commune de Vassincourt à 3 km à vol d'oiseau, est de 11,4 °C et le cumul annuel moyen de précipitations est de 871,0 mm. 
La température maximale relevée sur cette station est de 41,7 °C, atteinte le 24 juillet 2019 ; la température minimale est de −17,4 °C, atteinte le 20 décembre 2009,,.
Les paramètres climatiques de la commune ont été estimés pour le milieu du siècle (2041-2070) selon différents scénarios d'émission de gaz à effet de serre à partir des nouvelles projections climatiques de référence DRIAS-2020. Ils sont consultables sur un site dédié publié par Météo-France en novembre 2022.

## Urbanisme

### Typologie
Au 1er janvier 2024, Couvonges est catégorisée commune rurale à habitat dispersé, selon la nouvelle grille communale de densité à sept niveaux définie par l'Insee en 2022.
Elle est située hors unité urbaine. Par ailleurs la commune fait partie de l'aire d'attraction de Bar-le-Duc, dont elle est une commune de la couronne,. Cette aire, qui regroupe 86 communes, est catégorisée dans les aires de 50 000 à moins de 200 000 habitants,.

### Occupation des sols
L'occupation des sols de la commune, telle qu'elle ressort de la base de données européenne d’occupation biophysique des sols Corine Land Cover (CLC), est marquée par l'importance des territoires agricoles (72,4 % en 2018), en diminution par rapport à 1990 (78,2 %). La répartition détaillée en 2018 est la suivante : 
terres arables (46,3 %), prairies (26,1 %), forêts (21,8 %), zones urbanisées (5,8 %). L'évolution de l’occupation des sols de la commune et de ses infrastructures peut être observée sur les différentes représentations cartographiques du territoire : la carte de Cassini (XVIIIe siècle), la carte d'état-major (1820-1866) et les cartes ou photos aériennes de l'IGN pour la période actuelle (1950 à aujourd'hui).

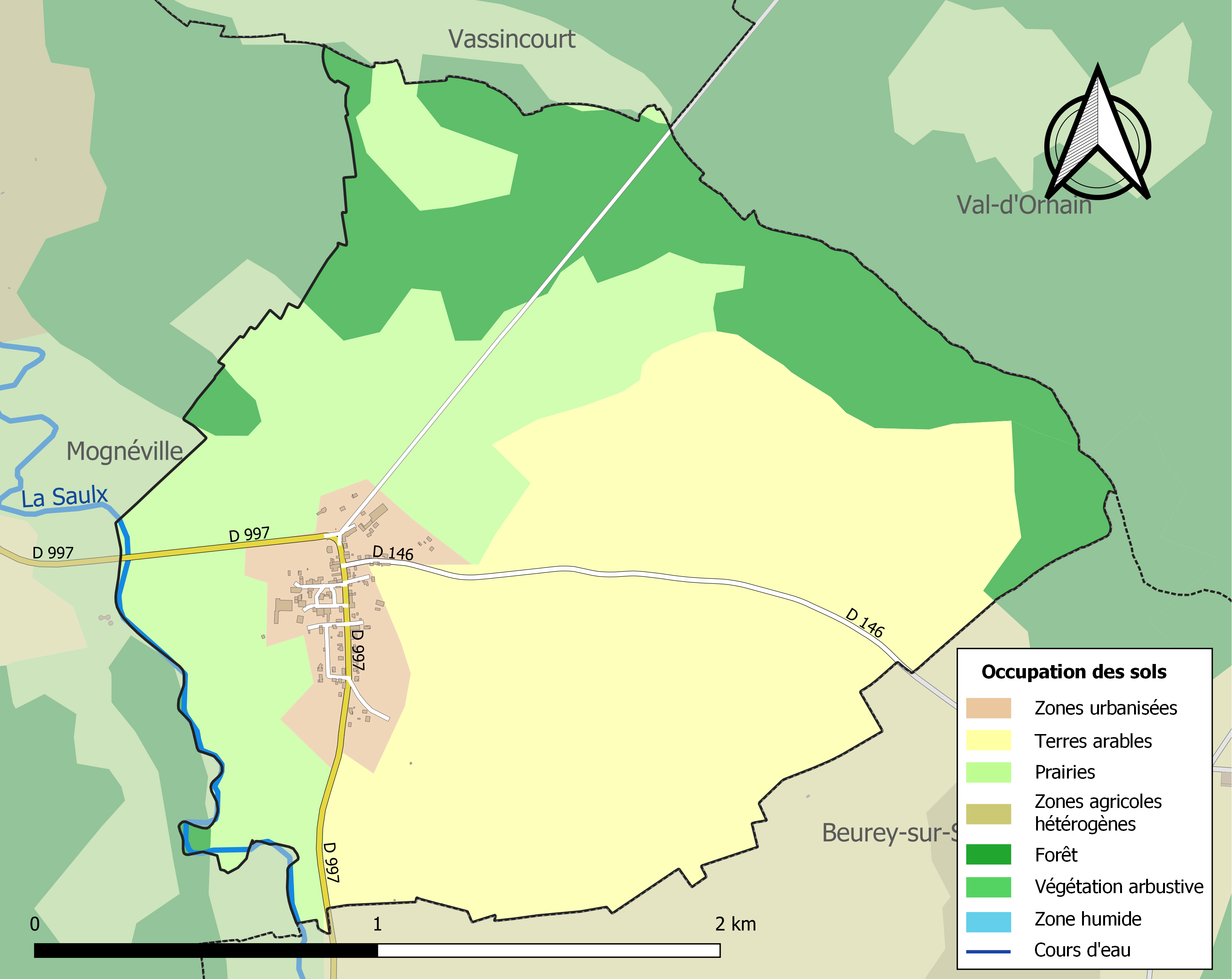
Carte des infrastructures et de l'occupation des sols de la commune en 2018 (CLC).

## Toponymie
Le nom de la localité est attesté sous les formes Cupedonia (884) ; Covedonia-villa in comitatu Barrense (1006) ; Quevonges (1219) ; Couvonge (1441) ; Cuvedonia (1756).

Cupedonia en 884 pourrait représenter un nom propre de divinité ou de personnage romain, il proviendrait d'un sanctuaire dédié à Cupidon.

## Histoire
Couvonges faisait partie du Barrois mouvant.
Il fut le siège au Moyen Âge d'une seigneurie, puis d'une baronnie, érigée en comté pour Antoine de Stainville, bailli et gouverneur de Bar, sous le duc Léopold. Un incendie détruisit un précédent château en 1614, et Antoine de Stainville fit construire une nouvelle résidence à partir de 1620. Celle-ci fut détruite à son tour en 1793, et jamais relevée ; des fossés et un mur de clôture en sont les seuls vestiges.
Le 29 août 1944, lors de leur retraite, une colonne de soldats allemands de la 3e division de Panzer-Grenadiers, une unité de la Wehrmacht, fusilla par représailles plusieurs dizaines d'hommes du village dont certains âgés de moins de 18 ans. Au total 86 habitants de cinq villages voisins (Couvonges, Robert-Espagne, Beurey-sur-Saulx, Trémont-sur-Saulx et Mognéville) furent massacrés. Le charnier resta en l'état trois jours avant que les rescapés reviennent au village et découvrent le carnage.

## Politique et administration
| Période                                  | Période   | Identité                                      | Étiquette | Qualité      |
| ---------------------------------------- | --------- | --------------------------------------------- | --------- | ------------ |
| Les données manquantes sont à compléter. |           |                                               |           |              |
| mars 2001                                | mars 2008 | Claudine Leblan                               |           | Pharmacienne |
| mars 2008                                | En cours  | Daniel Poirson Réélu pour le mandat 2020-2026 |           | Ancien cadre |

## Population et société

### Démographie

#### Évolution démographique
L'évolution du nombre d'habitants est connue à travers les recensements de la population effectués dans la commune depuis 1793. Pour les communes de moins de 10 000 habitants, une enquête de recensement portant sur toute la population est réalisée tous les cinq ans, les populations de référence des années intermédiaires étant quant à elles estimées par interpolation ou extrapolation. Pour la commune, le premier recensement exhaustif entrant dans le cadre du nouveau dispositif a été réalisé en 2008.

En 2022, la commune comptait 153 habitants, en évolution de −3,16 % par rapport à 2016 (Meuse : −4,4 %, France hors Mayotte : +2,11 %).
| 1793 | 1800 | 1806 | 1821 | 1831 | 1836 | 1841 | 1846 | 1851 |
| ---- | ---- | ---- | ---- | ---- | ---- | ---- | ---- | ---- |
| 297  | 312  | 326  | 364  | 356  | 355  | 352  | 353  | 342  |

| 1856 | 1861 | 1866 | 1872 | 1876 | 1881 | 1886 | 1891 | 1896 |
| ---- | ---- | ---- | ---- | ---- | ---- | ---- | ---- | ---- |
| 328  | 338  | 334  | 320  | 300  | 289  | 269  | 242  | 218  |

| 1901 | 1906 | 1911 | 1921 | 1926 | 1931 | 1936 | 1946 | 1954 |
| ---- | ---- | ---- | ---- | ---- | ---- | ---- | ---- | ---- |
| 212  | 200  | 204  | 206  | 162  | 156  | 150  | 81   | 130  |

| 1962 | 1968 | 1975 | 1982 | 1990 | 1999 | 2006 | 2008 | 2013 |
| ---- | ---- | ---- | ---- | ---- | ---- | ---- | ---- | ---- |
| 182  | 128  | 115  | 107  | 108  | 112  | 139  | 147  | 161  |

| 2018 | 2022 | - | - | - | - | - | - | - |
| ---- | ---- | - | - | - | - | - | - | - |
| 154  | 153  | - | - | - | - | - | - | - |

## Culture locale et patrimoine

### Lieux et monuments
- L'église Saint-Brice de Couvonges présente des éléments des XIIe au XVIe siècles[24]. Sa situation en hauteur, un peu à l'écart du village, met son architecture en valeur. Le chœur est terminé par un chevet plat ; il semble dater, comme la tour à la croisée du transept et la nef, du XIIe siècle roman. Cette tour est coiffée d'une toiture en bâtière. Deux chapelles furent construites ensuite pour constituer un « faux transept » ; elles présentent des fresques datables du XVIe siècle. Un porche a été ajouté aux XVe-XVIe siècles, pourvu d'une toiture de tuiles reposant sur des colonnes, et de banquettes de pierre sur son pourtour : comme ailleurs dans le secteur, il servait aux assemblées villageoises au sortir de la messe le dimanche.  Classé MH (1936)[25].

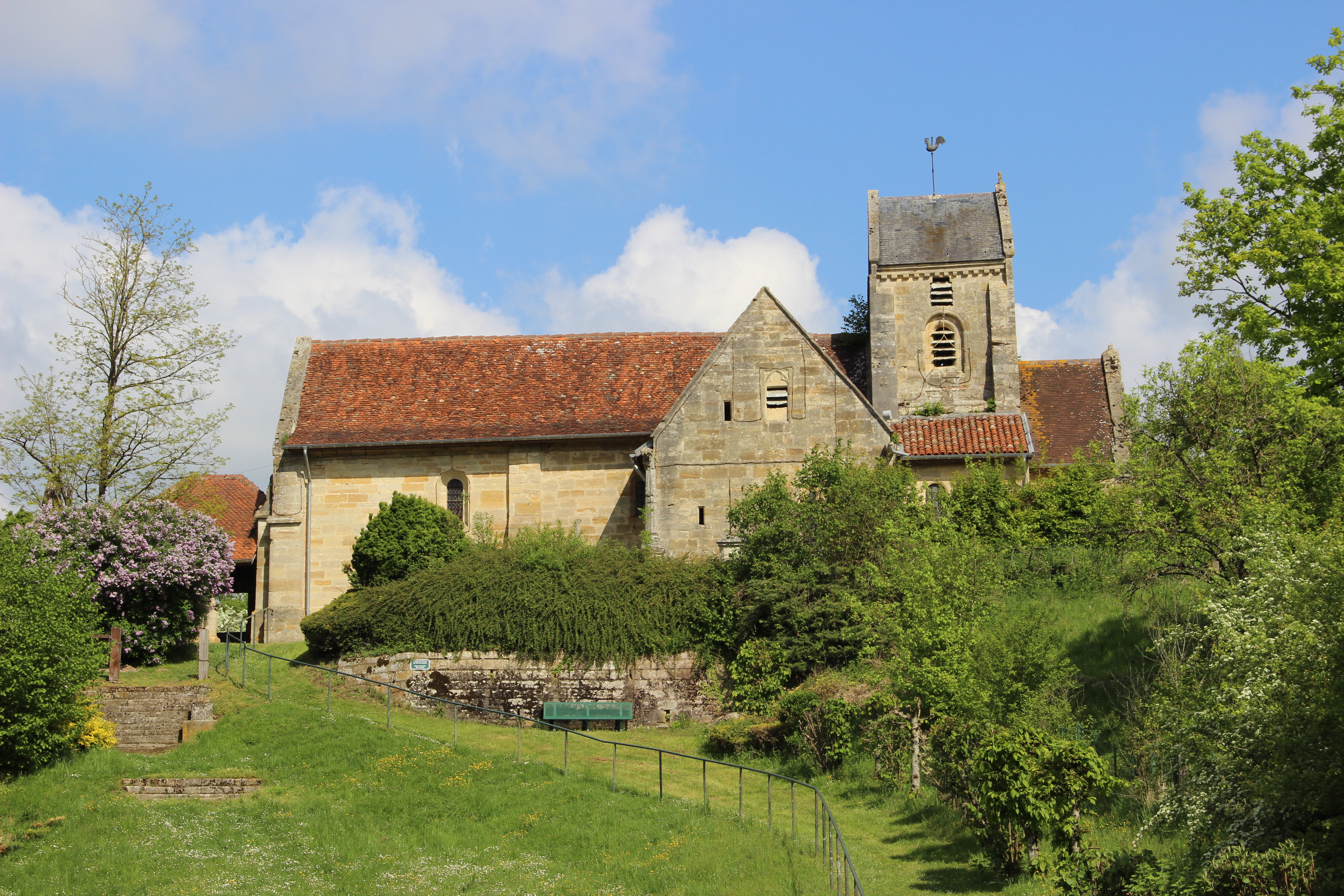
Église Saint-Brice.
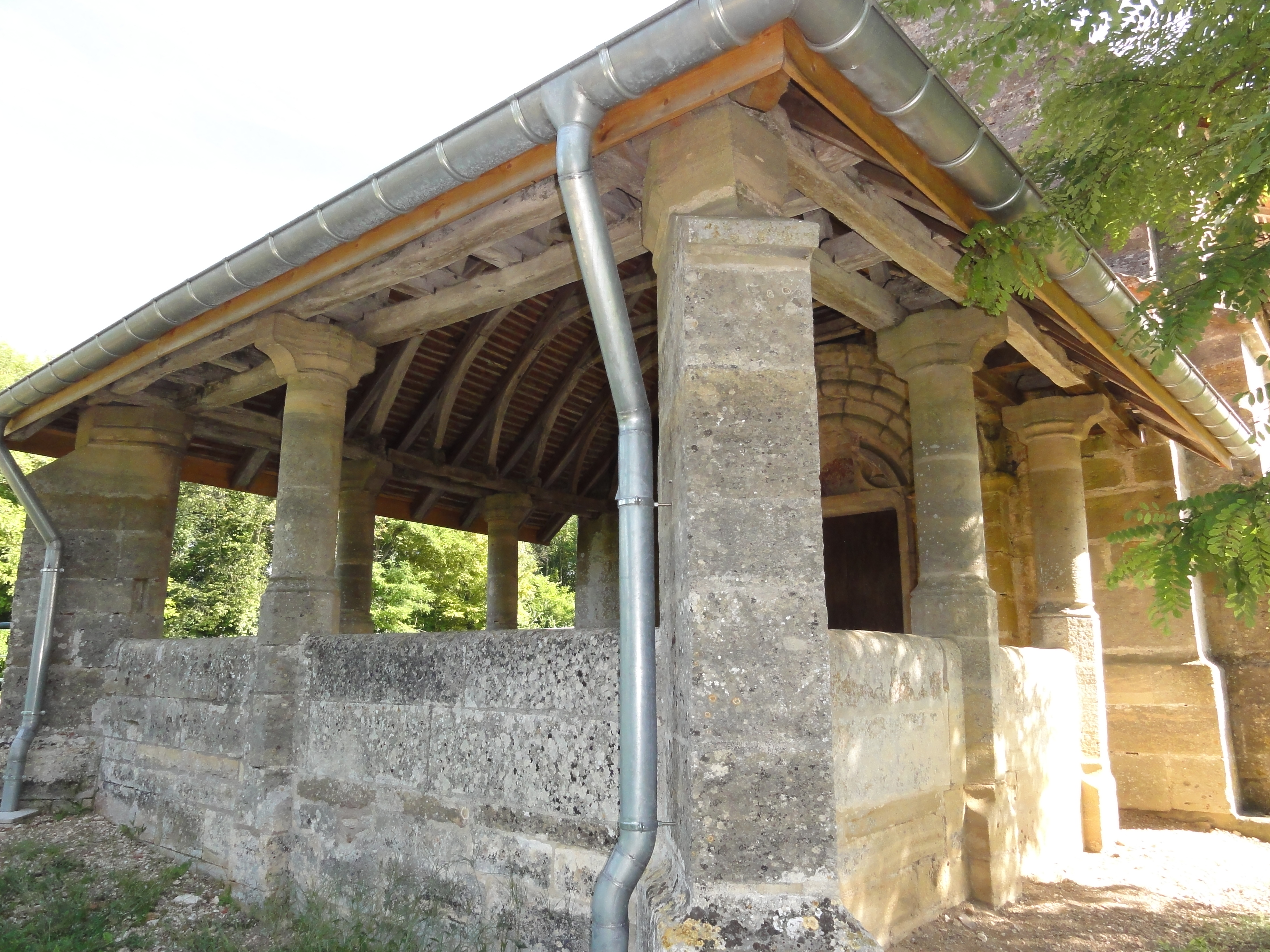
Église, les colonnes du porche.
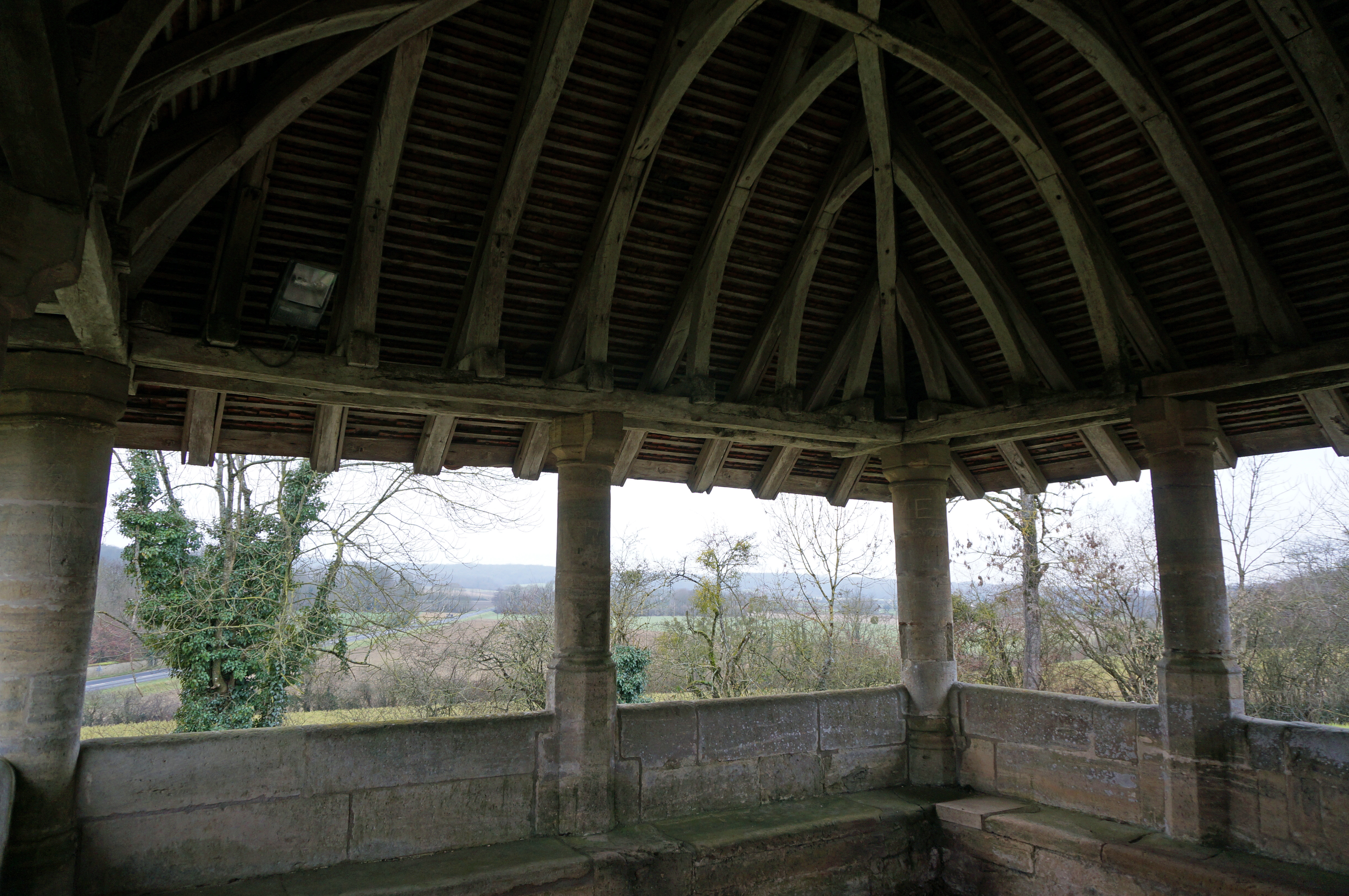
Église, le porche avec ses bancs.
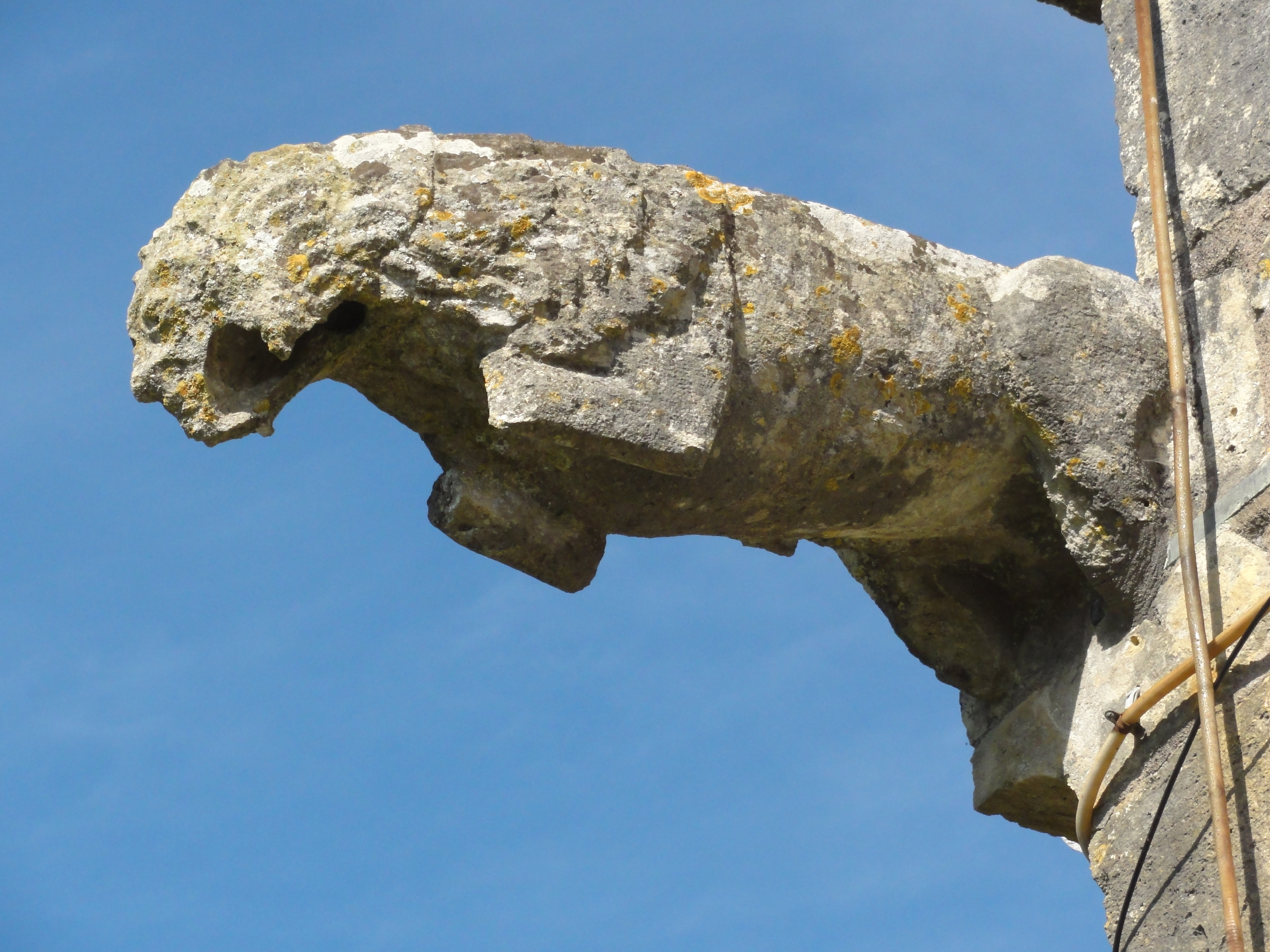
Église, une des gargouilles.

- Le monument aux morts.
- Le monument des fusillés.
- Au cimetière, quatre tombes de guerre de la Commonwealth War Graves Commission
- Quelques vestiges du chateau : des fossés et un mur de clôture.
- Un grand lavoir communal avec guéoir devant la mairie.
- Une croix de chemin en pierre sculptée.

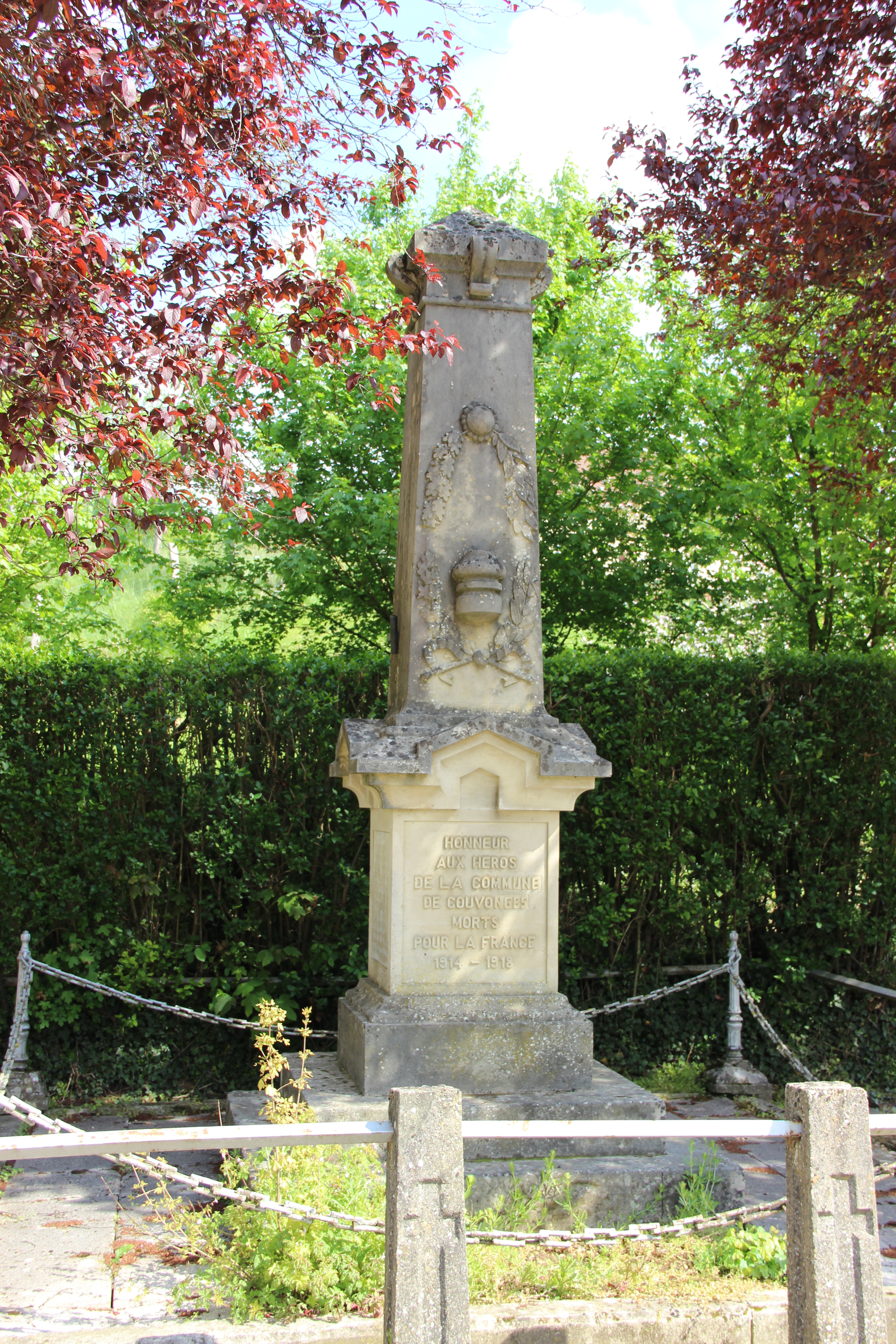
Monument aux morts.
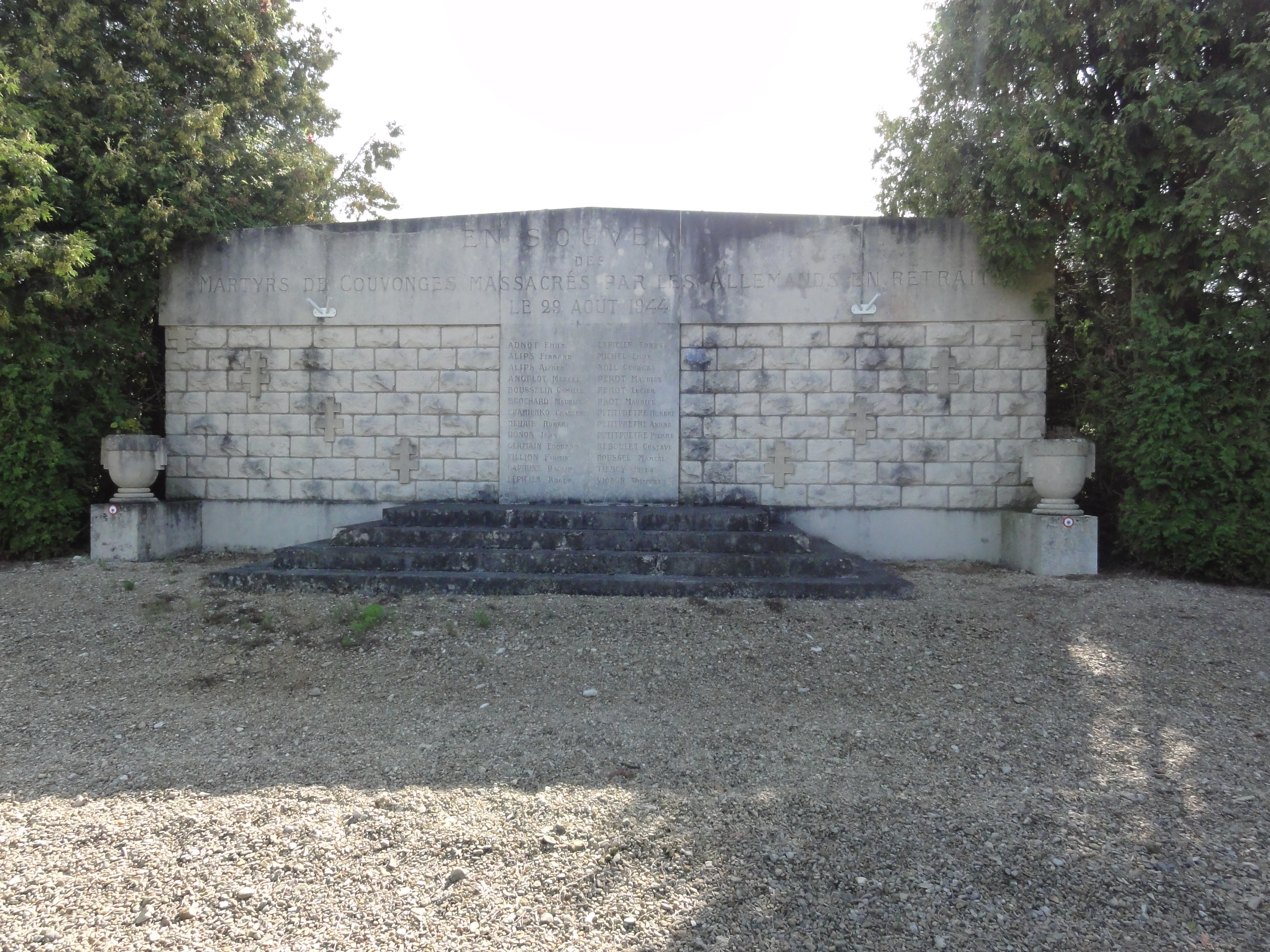
monument des fusillés.
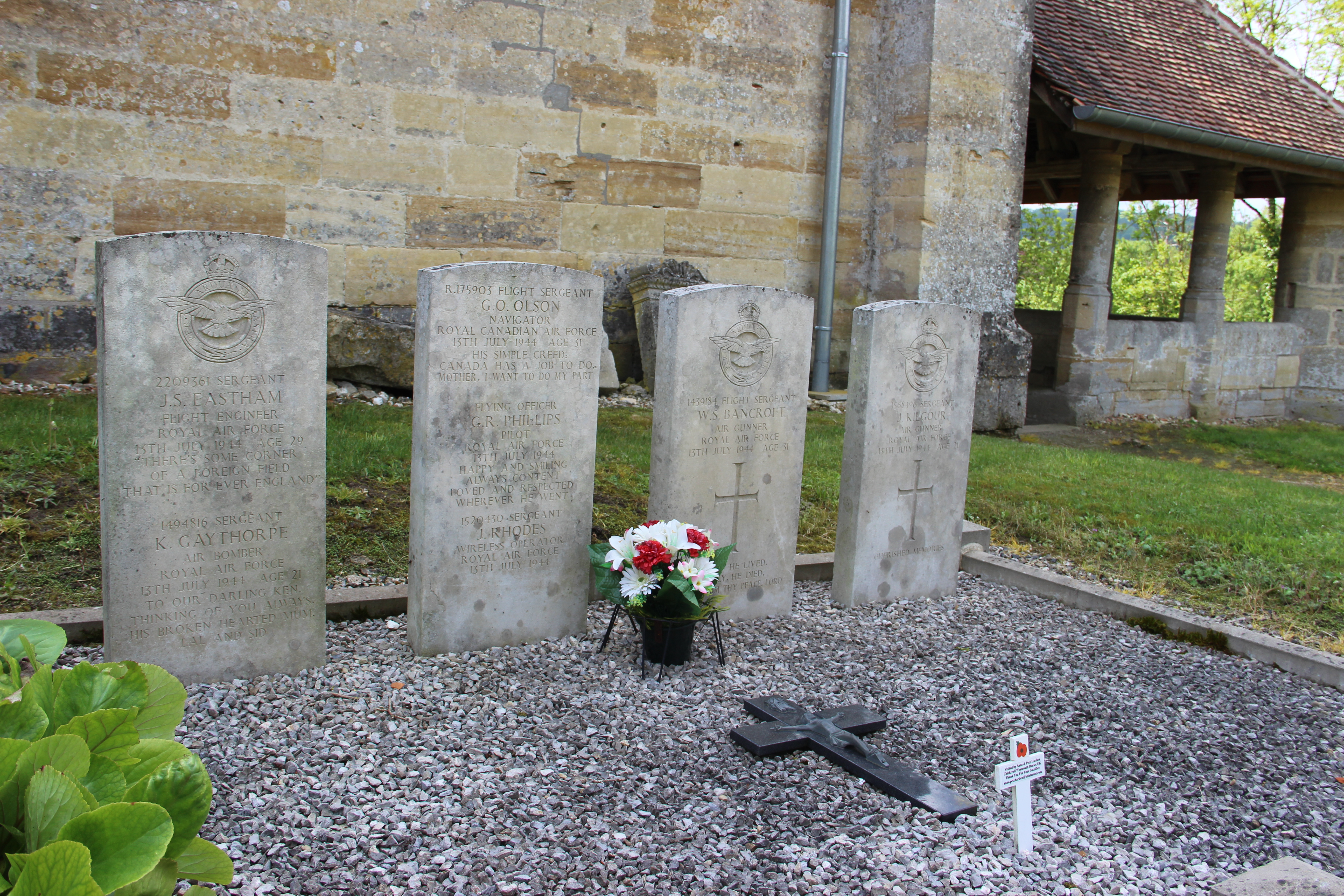
Tombes de la CWGC.
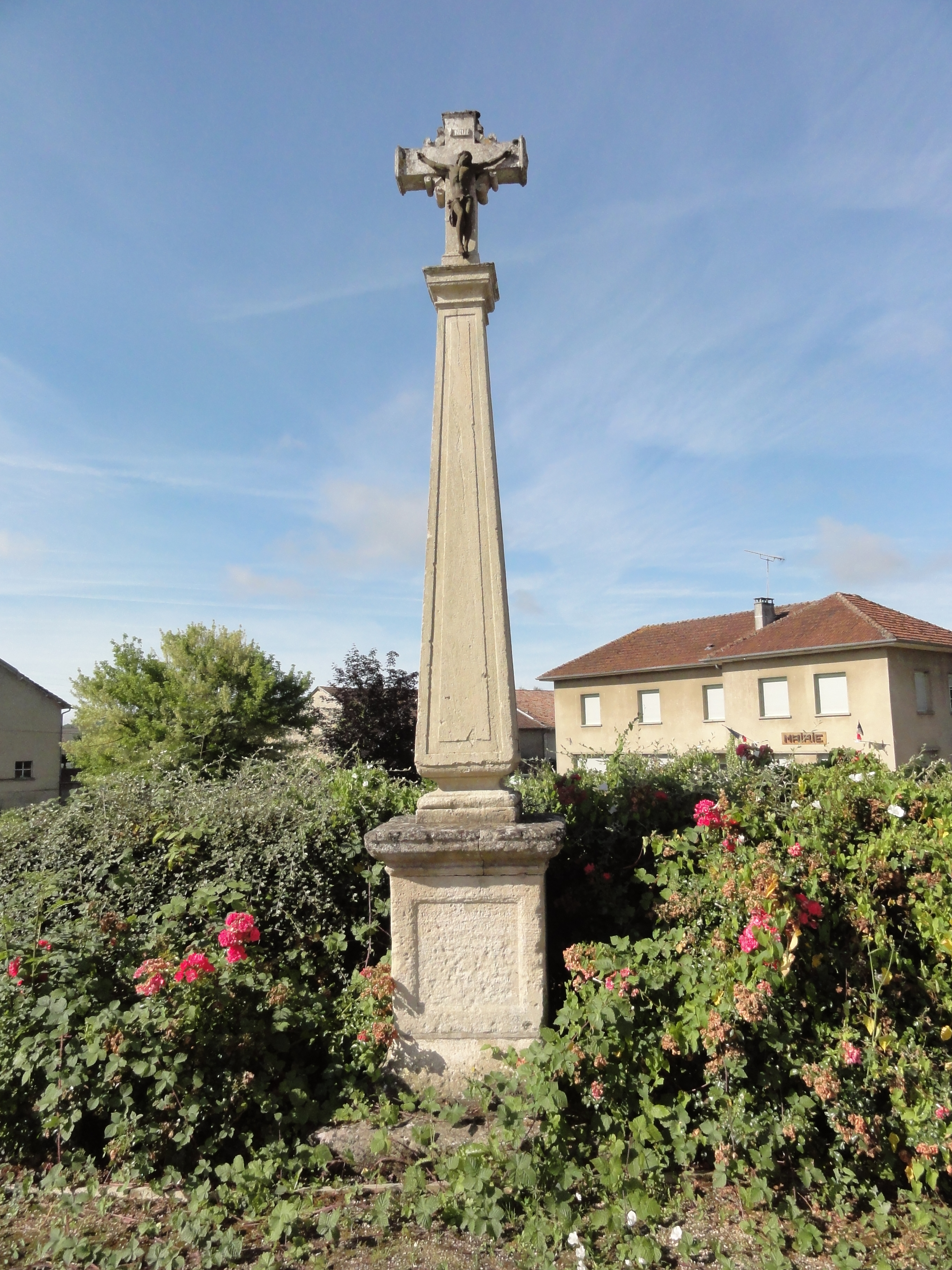
Croix de chemin.
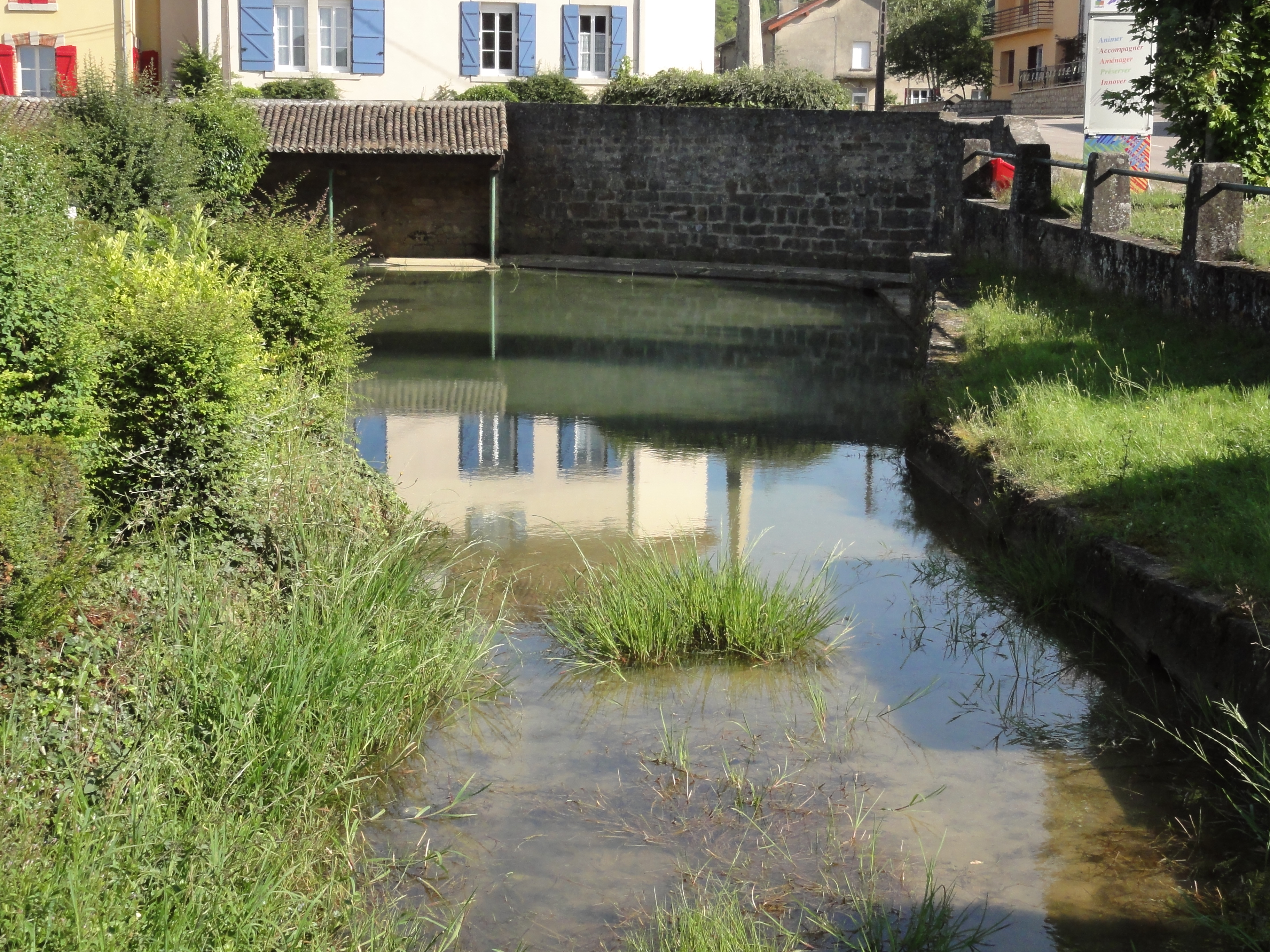
Guéoir et lavoir.

### Personnalités liées à la commune
Jean Robert, seigneur par achat de Couvonges (1738-1830), maire royal de Bar-le-Duc de 1772 à 1780, amodiateur des seigneuries de Beurey et de Mussey.

### Héraldique
| Blason | Blasonnement : D'azur au bar ployé et contourné d'or senestré d'une flamme du même. |